# ナホトカ湾

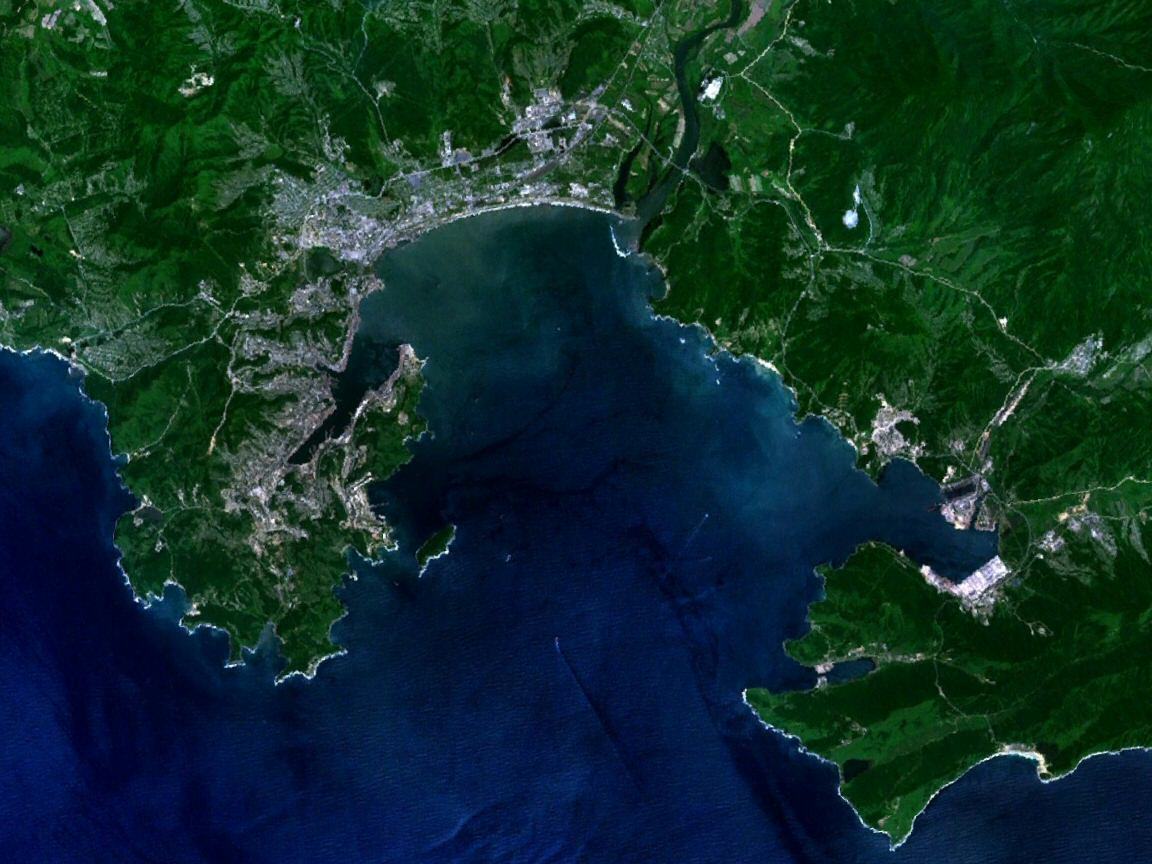
ナホトカ湾の衛星画像。左側にナホトカ市が広がる。右側の入り江がボストチヌイ港のあるウランゲル湾

ナホトカ湾（ナホトカわん、ロシア語: зали́в Нахо́дка, 英語: Nakhodka Bay / Nakhodka Gulf）は、日本海北西部のピョートル大帝湾の東部にある湾。

## 地理
ロシア沿海地方の南部に位置し、港湾都市ナホトカがある。湾の西奥にあるナホトカ港の前にはリシー島（Остров Лисий, Lisii / Lisy, 「キツネの島」）があり、外海の荒波から港を守っている。湾内には冬には氷が張ることもあるが厚さは6cmから7cmを超えず、特に湾の東側のウランゲル湾には氷が張らない。
ナホトカ湾は、海上コンテナや木材、石油などを扱うロシア極東部最大級の物流の結節点であり、船舶の出入が多い。湾内にはナホトカ港のほか、木材専用埠頭やコンテナターミナルを備えたボストチヌイ港、東シベリア・太平洋（ESPO）パイプラインの積み出し港となっているコズミノ港など4つの港湾、および船の修理などを行う造船所が4つある。沿海地方の大手船会社プリモルスク・シッピング（Primorsk Shipping Corporation, Prisco）の拠点であり、漁業会社の操業の拠点でもある。

## 歴史
ナホトカ湾は1860年まで清領（外満洲）であり、中国の作ったいくつかの地図には記載されていたが、ロシアがこの湾を発見したのは1859年6月18日（ユリウス暦）のことである。大嵐に遭遇したロシア海軍のコルベット『アメリカ』は避難できる入り江を探している途中で波の穏やかなこの湾を発見し、海図も作成した。「ナホトカ」はロシア語で「幸運な発見」を意味する。この時点では「ナホトカ湾」は湾西奥の細長い入り江（ナホトカ市のある入り江、Бухта Находка）を指し、湾全体の名称は発見したコルベットの名前から取られたアメリカ湾（Залив Америка）とされた。
1907年にはコルベット艦の名にちなんで最初の集落・「アメリカンカ」が誕生している。
20世紀半ば、ウラジオストクを補完するためナホトカ港が湾の西奥に建設され、第二次世界大戦後は貿易港として発展した。
1971年より日ソ共同事業としてナホトカの対岸約17kmの東奥のウランゲル湾にボストチヌイ港が建設された。同港では、輸出量が拡大しつつあった日本向け北洋材用のバースが整備され、ナホトカと並ぶ木材の積み出し基地に成長していった。
1972年、中ソ国境紛争を受けてロシア極東から中国語地名が一掃された際に、アメリカ湾内にあったいくつかの入り江がロシア語名に改名され（1972年の極東ロシア地域における地名変更）、その余波で（中国語地名ではない）アメリカ湾という名称もナホトカ湾に改められた。今日もアメリカ湾という呼び方がされることもあるが一般的なものではなく、公式名称でもない。
2009年に湾東南部に石油輸出拠点コズミノ港が開港している。

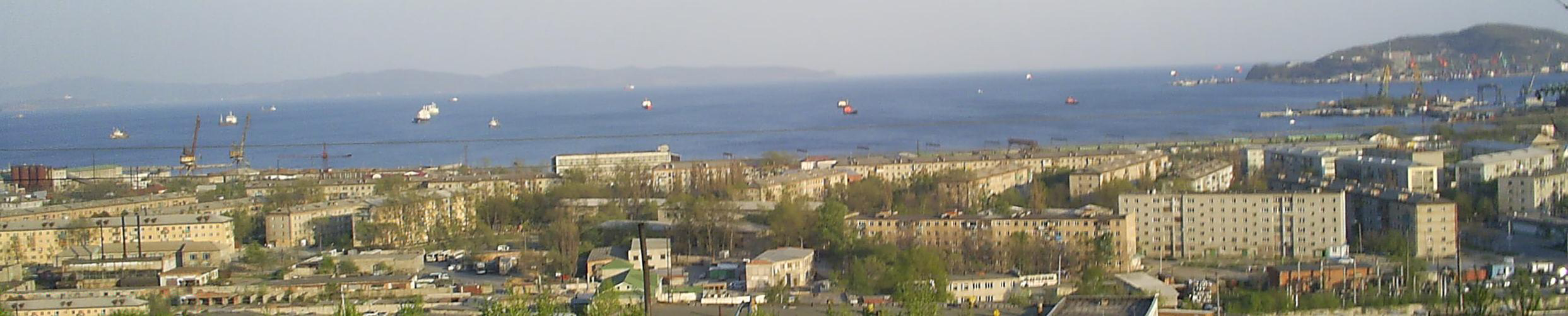
ナホトカ湾のパノラマ